# Мариніан
Публій Ліциній Егнацій Мариніан (лат. Publius Licinius Egnatius Marinianus; ? — 268 — третій (наймолодший) син римського імператрора Галлієна та його дружини Корнелії Салоніни. Обіймав посаду консула у 268 році, разом з Патерном).

## Життєпис
Про його життя відомо мало подробиць. Походив з роду Ліциніїв. Був представником династії, яка правила Римською імперією у 253—268 роках. Його дідом був імператор Валеріан, який володарював разом зі своїм сином, батьком Мариніана, Галлієном.
У 260 році, під час битви при Едесі, Валеріана було взято персами у полон, в якому він згодом і загинув. Одразу після цього, на римський престол почали претендувати чимало узурпаторів, які організовували повстання на чолі своїх військ. Один з них, Постум, вбив брата Мариніана, нового імператора Салоніна. А за два роки до цього, у 258 році, був вбитий найстарший брат Мариніана, цезар Валеріан II. Зважаючи на ці події, батько Мариніана, Галлієн, який залишився єдиним імператором після смерті двох своїх синів, вирішив не ризикувати життям останнього сина, і тому не призначав того на жодні посади до 268 року. Того ж року Мариніан обійняв церемоніальну посаду консула разом з Аспасієм Патерном.
Римський історик Аврелій Віктор стверджував, що Мариніан був страчений разом зі своїм дядьком, Валеріаном Молодшим, за наказом Сенату у 268 році після того, як стало відомо, що власними солдатами було вбито батька Мариніана, чинного імператора Галлієна. Лист нового імператора Клавдія Готського щодо збереження їхнього життя надійти до Сенату не встиг.

## Родовід
- Валеріан І, римський імператор у 253—260 рр.
  -  Галлієн, римський імператор у 253—268 рр.
    -  Валеріан II, цезар у 256—258 рр.
    -  Салонін, римський імператор у 260 рр.
    -  Мариніан, консул 268 року

- -  Валеріан Молодший, римський політик